# 沙爾溫區
29°1′N 0°16′W / 29.017°N 0.267°W

沙爾溫區（阿拉伯语：‎），是阿爾及利亞的行政區，位於該國西南部，由阿德拉爾省負責管轄，首府設於沙爾溫，面積10平方公里，2008年人口31,149，人口密度每平方公里3,112人。